# 金黃色葡萄球菌
金黄色葡萄球菌（學名：[Staphylococcus aureus] 错误：{{Lang}}：文本有斜体标记（帮助））为一种革兰氏染色阳性球型细菌。工业上利用金黄色葡萄球菌制备蛋白质A——抗激素化学分析中的细胞壁组成成分。

## 形态

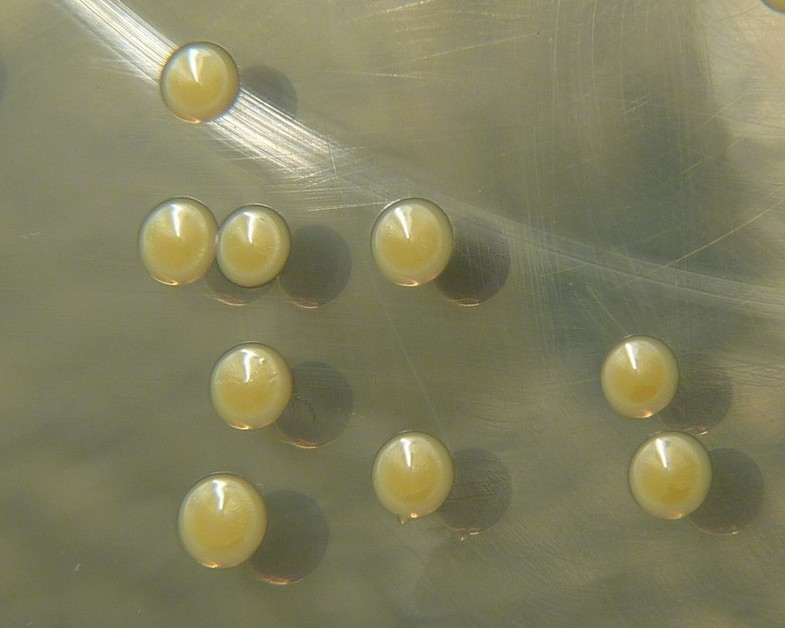
葡萄球菌黄素使在大菜上生长的金黃色葡萄球菌拥有金黄色的色澤

金黃色葡萄球菌在显微镜下排列成葡萄串状，金黄色葡萄球菌无芽孢、鞭毛，大多数无荚膜。是常见的引起食物中毒的致病菌。常见于皮肤表面及上呼吸道黏膜。金黄色葡萄球菌可以适应含高浓度氯化钠的培养基，因此可以用这种选择培养基将该菌分离出来。

## 致病菌种
金黄色葡萄球菌為表皮之正常菌叢，常造成伺機性感染。细菌引起不同程度的化脓性炎症扩散疾病，如疖、痈、中耳炎、鼻窦炎、骨髓炎和脓毒病等。金黄色葡萄球菌已经进化出了抵抗免疫系统攻击的特征。
在金黃色葡萄球菌的种类中，抗藥性金黃色葡萄球菌（超級細菌）很难治疗。

### 对被白血球釋放的活性氧的自卫
金黄色葡萄球菌的金黄色来源于细菌所制造的类胡萝卜素葡萄球菌黄素，这色素可以抵抗身体免疫系统为了杀死病菌而制造的被白血球釋放的活性氧。这样金黄色葡萄球菌就可以免于被活性氧杀死。

## 相关标准
- GB/T 7918.5-87 中国化妆品微生物标准检验方法—金黄色葡萄球菌

## 外部連結
- 微生物免疫學-Staphylococcus aureus(金黃色葡萄球菌) （页面存档备份，存于）